# هراند تاواکالیان
هراند (مناتساکان) مکرتچی تاواکالیان (ارمنی: Հրանտ (Մնացական) Մկրտչի Թավաքալյան؛ زادهٔ ۱۸۹۲ - ) یک سیاستمدار و انقلابی اهل ارمنستان که از تاریخ ۴ دسامبر ۱۹۲۰ تا تاریخ ۲۵ فوریه ۱۹۲۱ سمت شهردار ایروان را برعهده داشت.

## زندگی‌نامه
در ۱۸۹۲ در مدرسه به دنیا آمد و از مدرسه نرسیسیان فارغ‌التحصیل شد.  تاریخ درگذشت وی نامعلوم است